# 1842

## Родени
- Вилхелм Томсен, датски езиковед
- Никола Падарев, български просветен деец
- Тодор Пеев, български общественик и политик
- Христо Стоянов, български юрист и политик
- 3 януари – Янко Мустаков, български композитор, диригент и педагог
- 11 януари – Уилям Джеймс, американски философ
- 15 януари – Йозеф Бройер, австрийски психиатър
- 22 януари – Аугуст Стриндберг, шведски драматург
- 25 февруари – Карл Май, немски писател
- 26 февруари – Камий Фламарион, френски астроном
- 18 март – Стефан Маларме, френски поет
- 7 юли – Камило Голджи, италиански невролог и нобелов лауреат
- 8 юли – Николай Бенардос, руски учен
- 26 юли – Алфред Маршал, икономист
- 15 август – Арсени Костенцев, български просветител и общественик
- 30 август – Александра Александровна, велика руска княгиня
- 7 септември – Йохан Цукерторт,
- 21 септември – Абдул Хамид II, султан на Османската империя
- 14 октомври – Василий Верешчагин, руски живописец-баталист
- 1 ноември – Стоян Новакович, сръбски учен и политик
- 9 декември – Пьотър Кропоткин, руски учен и теоретик на анархизма
- 12 декември – Пьотр Кропоткин, руски учен и теоретик на анархизма

## Починали
- 23 март – Стендал, френски писател
- 24 юни – Антим V Константинополски, цариградски патриарх
- 28 юли – Клеменс Брентано, немски поет
- 15 септември – Питър Юарт, шотландски инженер

Вижте също:
- календара за тази година